# Андреј Ђурић
Андреј Ђурић (Београд, 21. септембра 2003) црногорски је фудбалер који тренутно наступа за Малме.
Прошао је млађе категорије београдске Црвене звезде и као капитен омладинске селекције прикључен је првом тиму. Након годину дана које је провео у сениорском саставу Графичара, развојног тима црвено-белих, једну сезону провео је у Домжалама. Поново се вратио у матични клуб, који га је уступао Спартаку из Трнаве и Новом Пазару, после чега се усталио у саставу. У међувремену је наступао за омладинску и младу репрезентацију Србије као и младу репрезентацију Црне Горе.

## Каријера
У млађе категорије Црвене звезда Ђурић је дошао као предпетлић, а касније је прошао све млађе категорије. У више наврата уступан је Графичару за чије је млађе узрасте такође комбиновано наступао пре него што је дебитовао у сениорској конкуренцији. Као капитен омладинског састава, у протоколу првог тима Црвене звезде по први пут се нашао на одложеној утакмици осмине финала Купа Србије за сезону 2020/21, када је Црвена звезда гостовала Раду на Стадиону Краљ Петар Први. Календарску 2021. провео је у екипи Графичара за који је стандардно наступао у Првој лиги Србије. Током лета исте године продужио је уговор с матичним клубом до 2025. Пред пролећни део сезоне 2021/22, поново је прикључен првом тиму Црвене звезде код тренера Дејана Станковића. За наставак такмичења у Суперлиги Србије и Лиги Европе регистрован је с бројем 14. У домаћем шампионату је дебитовао 20. марта 2022. године, ушавши у игру у завршници сусрета с Колубаром. По окончању првенства и освајању титуле с клубом, Ђурић је отишао на позајмицу у Домжале. С тим клубом је почетком 2023. потписао уговор. Према договору клубова, Црвена звезда је тада задржала 50 процената следећег трансфера односно право прече куповине. У Црвену звезду се вратио у августу исте године, потписавши трогодишњи уговор уз могућност продужетка за још једну сезону. Убрзо након тога, уступљен је Спартаку из Трнаве. Услед повреде скочног зглоба на утакмици трећег кола Лиге конференције, против данског представника Нордшеланда, пропустио је више такмичарских сусрета. Клуб је изразио жељу да потпише уговор с фудбалером, али се он након завршене сезоне вратио у Црвену звезду. Након летњих припрема под вођством тренера Владана Милојевића и уводног периода такмичарске 2024/25. у Суперлиги Србије без званичних наступа, прослеђен је на позајмицу Новом Пазару. После одласка свих штопера из уже ротације током јесењег дела сезоне, Црвена звезда је вратила Ђурића међу првотимце. Тако се у наставку сезоне, као бонус играч, усталио у последњој линији клуба у пару с Вељком Милосављевићем. Услед њиховог изостанка због повреда, екипа је током периода у априлу 2025. играла без класичних штопера. Ђурић је до краја такмичарске сезоне забележио укупно 17 наступа за клуб у оба такмичења под окриљем Фудбалског савеза Србије, доприневши на тај начин освајању дупле круне. Недељу дана након писања Спорт клуба о званичној понуди коју је доставио Малме, Ђурић је званично представљен у том клубу 9. јула 2025. године. Дебитовао је у 16. колу Прве лиге Шведске, против екипе Естерса.

## Репрезентација
Селектор Никола Ракојевић ме је контактирао, изнео ми је своје идеје и одмах сам прихватио позив. Иако сам рођени Београђанин и родитељи су ми из Београда, Ђурићи су пореклом из Дробњака, тако да ми Црна Гора није „иностранство”.

—Андреј Ђурић, септембар 2024.
Ђурића је у марту 2022. у омладинску репрезентацију Србије позвао новоизабрани селектор Александар Јовић за проверу са одговарајућом екипом Хрватске. Одиграо је један сусрет је у последњој рунди квалификација за Европско првенство, а потом се нашао на списку фудбалера за завршни турнир у Словачкој. Током тог такмичења није наступао, а селекција Србије је своје учешће окончала након групне фазе. У марту 2023. добио је позив Горана Стевановића у младу репрезентацију Србије за две пријатељске утакмице, против Италије и Сједињених Америчких Држава. Касније је позиван и на окупљања састава исте године, под вођством Душана Ђорђевића, али није наступао на такмичарским утакмицама. Наредног марта је променио спортско држављанство те је одлучио да надаље представља Црну Гору. Од септембра 2024. постао је члан репрезентације те државе у узрасту до 21 године старости.

## Приватно
Андрејев две године млађи брат, Лазар, такође је фудбалер.

## Статистика

### Клупска
Ажурирано 21. јула 2025.
|                            |          |                     |    |   |    |   |   |   |   |   |    |   |  |  |
| Графичар (позајмица)       | 2019/20. | Прва лига Србије    | —  | — | —  | — | — | — | — | — | 0  | 0 |  |  |
| Графичар (позајмица)       | 2020/21. | Прва лига Србије    | 13 | 0 | —  | — | — | — | — | — | 13 | 0 |  |  |
| Графичар (позајмица)       | 2021/22. | Прва лига Србије    | 15 | 0 | 1  | 0 | — | — | — | — | 16 | 0 |  |  |
| Графичар (позајмица)       | Укупно   | Укупно              | 28 | 0 | 1  | 0 | — | — | — | — | 29 | 0 |  |  |
|                            |          |                     |    |   |    |   |   |   |   |   |    |   |  |  |
| Црвена звезда              | 2020/21. | Суперлига Србије    | 0  | 0 | 0  | 0 | — | — | — | — | 0  | 0 |  |  |
| Црвена звезда              | 2021/22. | Суперлига Србије    | 1  | 0 | 0  | 0 | 0 | 0 | — | — | 1  | 0 |  |  |
|                            |          |                     |    |   |    |   |   |   |   |   |    |   |  |  |
| Домжале                    | 2022/23. | Прва лига Словеније | 31 | 2 | 3  | 0 | — | — | — | — | 34 | 2 |  |  |
| Домжале                    | 2023/24. | Прва лига Словеније | 2  | 0 | —  | — | 2 | 0 | — | — | 4  | 0 |  |  |
| Домжале                    | Укупно   | Укупно              | 33 | 2 | 3  | 0 | 2 | 0 | — | — | 38 | 2 |  |  |
|                            |          |                     |    |   |    |   |   |   |   |   |    |   |  |  |
| Спартак Трнава (позајмица) | 2023/24. | Суперлига Словачке  | 11 | 0 | 3  | 0 | 4 | 0 | — | — | 18 | 0 |  |  |
|                            |          |                     |    |   |    |   |   |   |   |   |    |   |  |  |
| Нови Пазар (позајмица)     | 2024/25. | Суперлига Србије    | 8  | 0 | 0  | 0 | — | — | — | — | 8  | 0 |  |  |
|                            |          |                     |    |   |    |   |   |   |   |   |    |   |  |  |
| Црвена звезда              | 2024/25. | Суперлига Србије    | 13 | 0 | 4  | 0 | — | — | — | — | 17 | 0 |  |  |
| Црвена звезда              | Укупно   | Укупно              | 14 | 0 | 4  | 0 | 0 | 0 | — | — | 18 | 0 |  |  |
|                            |          |                     |    |   |    |   |   |   |   |   |    |   |  |  |
| Малме                      | 2025.    | Прва лига Шведске   | 1  | 0 | 0  | 0 | 0 | 0 | — | — | 1  | 0 |  |  |
|                            |          |                     |    |   |    |   |   |   |   |   |    |   |  |  |
| Каријера                   | Каријера | Каријера            | 65 | 2 | 11 | 0 | 6 | 0 | — | — | 82 | 2 |  |  |
|                            |          |                     |    |   |    |   |   |   |   |   |    |   |  |  |

### Утакмице у дресу репрезентације
| Репрезентација Србије у узрасту до 19 година старости | Репрезентација Србије у узрасту до 19 година старости                    | Репрезентација Србије у узрасту до 19 година старости                    | Репрезентација Србије у узрасту до 19 година старости                    | Репрезентација Србије у узрасту до 19 година старости                    | Репрезентација Србије у узрасту до 19 година старости                    | Репрезентација Србије у узрасту до 19 година старости                    | Репрезентација Србије у узрасту до 19 година старости | Репрезентација Србије у узрасту до 19 година старости | Репрезентација Србије у узрасту до 19 година старости |
| #                                                     | Датум                                                                    | Такмичење                                                                | Локација                                                                 | Домаћин                                                                  | Резултат                                                                 | Гост                                                                     | Мин.                                                  | Гол                                                   | Реф.                                                  |
| ----------------------------------------------------- | ------------------------------------------------------------------------ | ------------------------------------------------------------------------ | ------------------------------------------------------------------------ | ------------------------------------------------------------------------ | ------------------------------------------------------------------------ | ------------------------------------------------------------------------ | ----------------------------------------------------- | ----------------------------------------------------- | ----------------------------------------------------- |
| 1.                                                    | 9. март 2022.                                                            | Пријатељска утакмица                                                     | Кућа фудбала, Стара Пазова                                               | Србија                                                                   | 3 : 0                                                                    | Хрватска                                                                 |                                                       | [ 55 ]                                                |                                                       |
| 2.                                                    | 7. јун 2022.                                                             | Квалификације за Европско првенство                                      | Спортпарк Јулиана                                                        | Србија                                                                   | 3 : 2                                                                    | Норвешка                                                                 |                                                       | [ 56 ]                                                |                                                       |
| 2                                                     | Укупан број утакмица, постигнутих погодака и минута проведених на терену | Укупан број утакмица, постигнутих погодака и минута проведених на терену | Укупан број утакмица, постигнутих погодака и минута проведених на терену | Укупан број утакмица, постигнутих погодака и минута проведених на терену | Укупан број утакмица, постигнутих погодака и минута проведених на терену | Укупан број утакмица, постигнутих погодака и минута проведених на терену | 0                                                     | [ 57 ]                                                |                                                       |

| Репрезентација Србије у узрасту до 21 године старости | Репрезентација Србије у узрасту до 21 године старости | Репрезентација Србије у узрасту до 21 године старости | Репрезентација Србије у узрасту до 21 године старости | Репрезентација Србије у узрасту до 21 године старости | Репрезентација Србије у узрасту до 21 године старости | Репрезентација Србије у узрасту до 21 године старости | Репрезентација Србије у узрасту до 21 године старости | Репрезентација Србије у узрасту до 21 године старости | Репрезентација Србије у узрасту до 21 године старости |
| #                                                     | Датум                                                 | Такмичење                                             | Локација                                              | Домаћин                                               | Резултат                                              | Гост                                                  | Гол                                                   | Реф.                                                  |                                                       |
| ----------------------------------------------------- | ----------------------------------------------------- | ----------------------------------------------------- | ----------------------------------------------------- | ----------------------------------------------------- | ----------------------------------------------------- | ----------------------------------------------------- | ----------------------------------------------------- | ----------------------------------------------------- | ----------------------------------------------------- |
| 1.                                                    | 24. март 2023.                                        | Пријатељска утакмица                                  | ТСЦ академија, Бачка Топола                           | Србија                                                | 0 : 2                                                 | Италија                                               |                                                       | [ 58 ]                                                |                                                       |
| 2.                                                    | 28. март 2023.                                        | Пријатељска утакмица                                  | Спортски центар, Марбеља                              | Сједињене Америчке Државе                             | 0 : 0                                                 | Србија                                                |                                                       | [ 59 ]                                                |                                                       |
| 2                                                     | Укупан број утакмица и постигнутих погодака           | Укупан број утакмица и постигнутих погодака           | Укупан број утакмица и постигнутих погодака           | Укупан број утакмица и постигнутих погодака           | Укупан број утакмица и постигнутих погодака           | Укупан број утакмица и постигнутих погодака           | 0                                                     |                                                       |                                                       |

| Репрезентација Црне Горе у узрасту до 21 године старости | Репрезентација Црне Горе у узрасту до 21 године старости | Репрезентација Црне Горе у узрасту до 21 године старости | Репрезентација Црне Горе у узрасту до 21 године старости | Репрезентација Црне Горе у узрасту до 21 године старости | Репрезентација Црне Горе у узрасту до 21 године старости | Репрезентација Црне Горе у узрасту до 21 године старости | Репрезентација Црне Горе у узрасту до 21 године старости | Репрезентација Црне Горе у узрасту до 21 године старости | Репрезентација Црне Горе у узрасту до 21 године старости |
| #                                                        | Датум                                                    | Такмичење                                                | Локација                                                 | Домаћин                                                  | Резултат                                                 | Гост                                                     | Мин.                                                     | Гол                                                      | Реф.                                                     |
| -------------------------------------------------------- | -------------------------------------------------------- | -------------------------------------------------------- | -------------------------------------------------------- | -------------------------------------------------------- | -------------------------------------------------------- | -------------------------------------------------------- | -------------------------------------------------------- | -------------------------------------------------------- | -------------------------------------------------------- |
| 1.                                                       | 6. септембар 2024.                                       | Квалификације за Европско првенство                      | Стадион Еуђен Попеску, Трговиште                         | Румунија                                                 | 1 : 0                                                    | Црна Гора                                                |                                                          | [ 60 ]                                                   |                                                          |
| 2.                                                       | 10. септембар 2024.                                      | Квалификације за Европско првенство                      | ДГ арена, Подгорица                                      | Црна Гора                                                | 0 : 2                                                    | Швајцарска                                               |                                                          | [ 61 ]                                                   |                                                          |
| 3.                                                       | 11. октобар 2024.                                        | Квалификације за Европско првенство                      | Стадион крај Бистрице, Никшић                            | Црна Гора                                                | 2 : 6                                                    | Румунија                                                 |                                                          | [ 62 ]                                                   |                                                          |
| 4.                                                       | 15. октобар 2024.                                        | Квалификације за Европско првенство                      | Стадион Тамелан, Тампере                                 | Финска                                                   | 2 : 1                                                    | Црна Гора                                                |                                                          | [ 63 ]                                                   |                                                          |
| 4                                                        | Укупан број утакмица и постигнутих погодака              | Укупан број утакмица и постигнутих погодака              | Укупан број утакмица и постигнутих погодака              | Укупан број утакмица и постигнутих погодака              | Укупан број утакмица и постигнутих погодака              | Укупан број утакмица и постигнутих погодака              | 0                                                        | [ 2 ]                                                    |                                                          |

## Трофеји и награде
Црвена звезда
- Омладинска лига Србије (2) : 2020/21,[64] 2021/22.[65]
- Суперлига Србије (2): 2021/22,[17] 2024/25.[66]
- Куп Србије : 2024/25.[67]